# Щипино
Щи́пино (рос. Щипино) — присілок у складі Міжріченського району Вологодської області, Росія. Входить до складу Сухонського сільського поселення.
Стара назва — Шепіно.

## Населення
Населення — 17 осіб (2010; 31 у 2002).
Національний склад (станом на 2002 рік):
- росіяни — 100 %